# Kindia (plaats)
Kindia is een stad in Guinee en is de hoofdplaats van de gelijknamige regio Kindia. Kindia telde volgens een schatting uit 2008 181.126 inwoners.